# Elena Ribera de la Souchère
Elena Ribera de la Souchère (París, 2 de mayo de 1920 – Ibídem, 8 de junio de 2010) fue una periodista y escritora franco-española.

## Trayectoria
Nació en una familia procedente de los Pirineos por lo que tenía antepasados tanto de Francia como de España. Su padre, Romualdo Ribera de La Souchère, participaba desde hacía varios años en las excavaciones arqueológicas de Ampurias, pero por la salud de la madre, la familia se instaló en Cannes y luego en Antibes, donde su padre fundó el primer Museo Picasso del mundo. Cuando estalló la guerra civil española, Ribera de la Souchère estudiaba Derecho y trabajaba en la Delegación del Gobierno Vasco en París. En 1938 se trasladó a la zona republicana española como corresponsal del diario L'Éveil des Peuples. Al volver a París defendió la causa de la República en artículos y conferencias. Entre sus contactos estaban el ministro y poeta Josep Carner, la política Victoria Kent y el escritor José Bergamín.
Al comenzar la Segunda Guerra Mundial y tras la ocupación de Francia, se refugió en Londres donde negoció, junto al político Manuel de Irujo, la creación de las Brigadas Vascas, y con el presidente Charles de Gaulle, la ayuda a la resistencia al nazismo y la formación de una Brigada Vasca en territorio francés. También fue miembro de la Liga Internacional de Amigos de los Vascos y escribió en la revista Gudari (1937). Fue, por tanto, el eslabón entre el Consejo Nacional de Euzkadi y las fuerzas francesas libres. Ayudó a conseguir un acuerdo entre vascos y franceses para que aquellos integraran una unidad militar dentro de las Fuerzas Armadas de la Francia Libre. Tras el desembarco anglo-americano en África del Norte, se trasladó a Argel, donde formó parte del comité de ayuda a los republicanos españoles recién liberados de los campos de concentración del gobierno de Vichy.
Tras la Segunda Guerra Mundial, Ribera de La Souchère colaboró regularmente en diversos periódicos y revistas franceses: Les Temps Modernes, France Observateur (luego Le Nouvel Observateur), Esprit, Les Cahiers Internationaux y Le Monde Diplomatique, y participó en conferencias y entrevistas radiofónicas y televisadas en defensa de la democracia española. También participó activamente en la difusión de los nuevos autores españoles, traduciendo entre otros, a la escritora Ana María Matute. Con Jean-Paul Sartre colaboró en la revista Les Temps Modernes. Le recordaba apasionado pero respetuoso de la libertad de sus colaboradores.
Aunque alejada del Partido Comunista de España, participó en el homenaje al poeta y pensador Antonio Machado celebrado en Colliure y consiguió la adhesión al mismo del escritor Marcel Bataillon, Sartre, Simone de Beauvoir, Louis Aragon y Picasso.
En 1973, ingresó en el servicio diplomático mexicano y fue consejera de prensa en la embajada de México en Francia. En 1989, siendo encargada de prensa en la embajada mexicana en París, recibió el "Premio Sabino Arana" en reconocimiento a más de 50 años de apoyo a la causa vasca. En 2007, volvió a España para presentar la publicación de sus memorias, Lo que han visto mis ojos. Crónicas de la España republicana.
Falleció el día 8 de junio de 2010 a los 90 años.